# 斯基德普拉特尼
斯基德普拉特尼是弗雷（Freyr）所擁有的船，在希芙（Sif）之髮的事件裡，侏儒伊瓦爾迪的兒子們建造獻給弗雷的禮物。這艘船可隨意伸縮，伸到最大的時候能裝載阿斯嘉特（Asgard）所有諸神和他們的裝備，收起來時則變成約手帕的大小收到袋子裡；當它的帆揚起時，永遠都有一股清風會鼓動著船帆；它可以航行於海上和陸地。
在「諸神的黃昏」裡，阿斯嘉特眾神就是乘著此船與敵手戰鬥。